# Things to Make and Do
Things to Make and Do ist das dritte Studioalbum der Band Moloko.

## Songinfos
Waren die letzten Alben noch von mehr elektronischen Musikelementen geprägt, ließen Moloko erstmals bei diesem Album mehr Live-Sound einfließen (z. B. The Time Is Now oder Pure Pleasure Seeker). Darüber hinaus wurde auch mit Róisín Murphys Stimme mehr herumexperimentiert.

## Trivia
Things to Make and Do erreichte aufgrund der großen Erfolge der Singles The Time Is Now und Sing It Back Platz 3 der britischen Charts. In Deutschland erreichte das Album Platz 14 und hielt sich 25 Wochen in den Album-Charts.

## Trackliste
Track 1-18 / Musik & Text: Mark Brydon, Róisín Murphy außer (*)
1. Radio Moscow (Eddie Stevens)
2. Pure Pleasure Seeker
3. Absent Minded Friends
4. Indigo
5. Being Is Bewildering
6. Remain the Same
7. A Drop in the Ocean
8. Dumb Inc.
9. The Time Is Now
10. Mother
11. It’s Your Problem (Mark Brydon, Róisín Murphy, Eddie Stevens)
12. It’s Nothing
13. Bingo Massacre (Mark Brydon, Róisín Murphy, Eddie Stevens, Paul Slowley)
14. Somebody Somewhere (Mark Brydon, Róisín Murphy, Ashton Thomas, Dave Cooke)
15. Just You and Me Dancing (Mark Brydon, Róisín Murphy, Eddie Stevens, Paul Slowley)
16. If You Have a Cross to Bear You May As Well Use It as a Crutch (Mark Brydon, Róisín Murphy, Eddie Stevens, Paul Slowley)
17. Keep Stepping
18. Sing It Back (Boris’ Musical Mix)

## Single-Auskopplungen
- The Time Is Now (20. März 2000 – D 49, GB 2)
- Pure Pleasure Seeker (GB 21)
- Indigo (GB 51)

## Kritik
- laut.de: „Sprengen mit ihrem Sound die engen Grenzen des Trip Hop“[1]